# Маяки, Ибрагим Хассан
Ибрагим Хассан Маяки (фр. Ibrahim Assane Mayaki; род. 24 сентября 1951, Ниамей, Нигер) — нигерский государственный и политический деятель, премьер-министр Нигера в 1997—2000 годах.

## Политическая карьера
При президенте Ибрагиме Баре Маинассаре, который захватил власть в результате переворота в январе 1996 года, Маяки был назначен заместителем министра по сотрудничеству при министре иностранных дел Андре Салифу 23 августа 1996 года. Позже в декабре 1996 года он был назначен министром иностранных дел по делам нигерийцев за границей и занимал эту должность до назначения премьер-министром в ноябре 1997 года.
После того как в апреле 1999 года президент Маинассара был свергнут и убит, Дауда Малам Ванке, лидер переворота, повторно назначил Маяки премьер-министром во время перехода к новым выборам. Он покинул пост после того, как в конце года состоялись выборы.
С 2009 года возглавлял Новое партнёрство для развития Африки. В 2016 году председатель Комитета содействия развитию Эрик Солхейм назначил его членом Группы высокого уровня по вопросам будущего Комитета содействия развитию под руководством Мэри Робинсон. В том же году Маяки был назначен Генеральным секретарем Организации Объединенных Наций Пан Ги Муном в Ведущую группу Движения за улучшение питания.